# Oakland (Karolina Południowa)
Oakland – jednostka osadnicza w Stanach Zjednoczonych, w stanie Karolina Południowa, w hrabstwie Sumter.